# Слуцький Михайло Якович

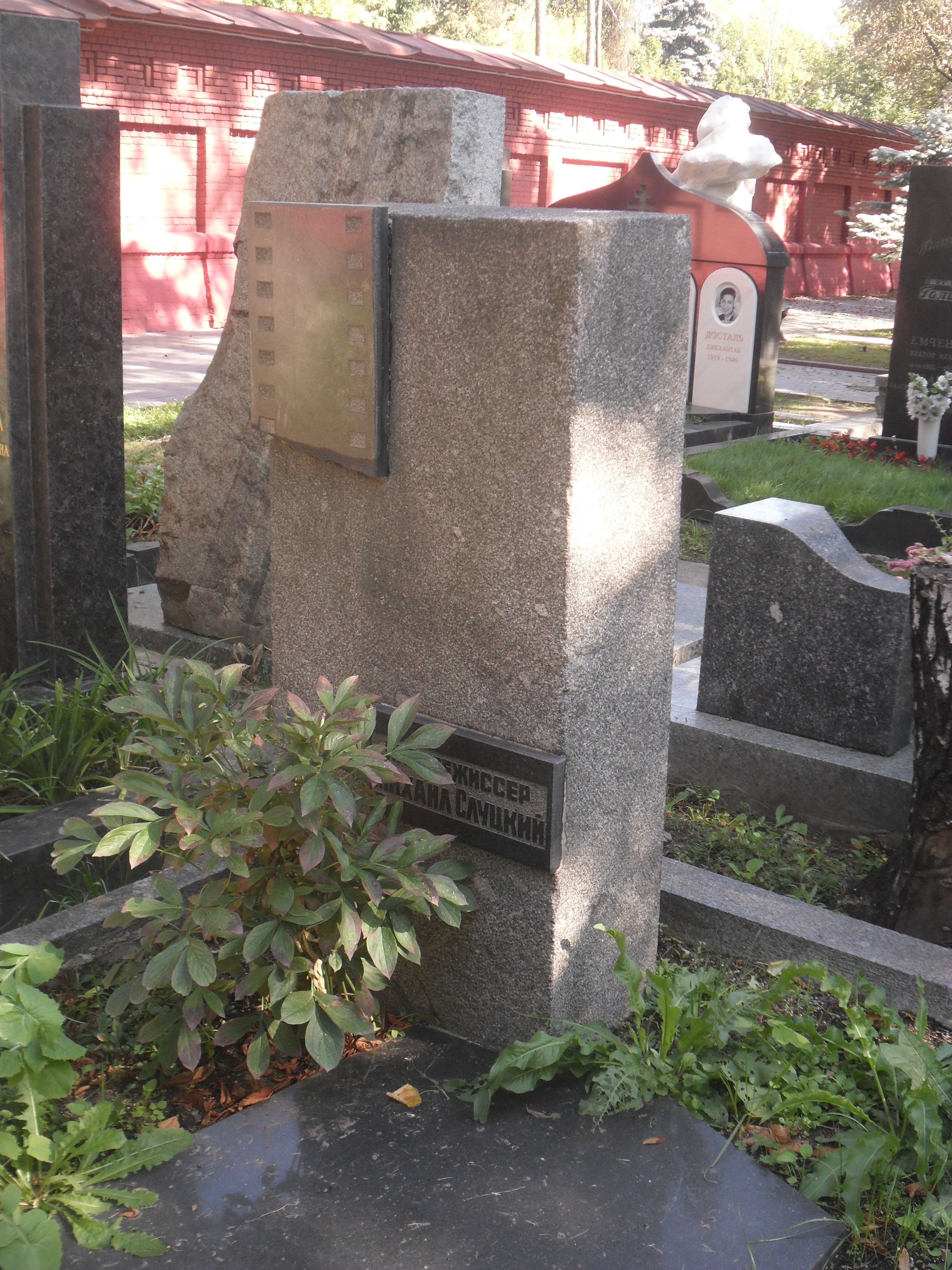
Могила кінорежисера Михайла Слуцького на Новодівичому кладовищі Москви

Миха́йло Я́кович Слу́цький (* 19 липня 1907, Київ, Російська імперія — † 23 червня 1959, Москва, РРФСР, СРСР) — український, радянський режисер документального та ігрового кіно, кінооператор, сценарист. Тричі лауреат Сталінської премії (1942, 1948, 1952). Заслужений діяч мистецтв УРСР (1954).

## Біографічні відомості
Народився 6 (19) липня 1907 року у Києві. Під час навчання у технікумі Києва працював у театрі електротехніком.
З 1931 року — оператор і режисер «Союзкінохроніки» в Москві. Будучи студентом ДІКу, почав публікувати фоторепортажі та портрети в «Кіногазеті», «Вогнику».
У 1943 році був засуджений разом з Олексієм Каплером. Звільнений у 1946 році. 
У 1946—1958 рр. працював режисером на Фрунзенській, Українській студії хронікально-документальних фільмів та Ленінградській студії документальних фільмів.
У першому шлюбі був одружений з Марією Мироновою (1911—1997), актрисою театру, кіно, естради.
Дочка від другого шлюбу — Галина Михайлівна Слуцька, редактор на ЦСДФ.
Помер 23 червня 1959 року у Москві. Похований на Новодівичому цвинтарі (дільниця № 5).

## Фільмографія
- «Біробіджан» (1934, документальний)
- «З новим роком!» (1936, документальний)
- «Пісня молодості» (1938, документальний)
- «Будемо як Ленін» (1939, документальний)
- «День нового світу» (1940, документальний)
- «Бойова кінозбірка № 5» (1941, новели: «Лондон не здасться!» і «Наша Москва»)
- «Концерт фронту» (1942)
- «8-а Гвардійська стрілецька дивізія» (1942, документальний)
- «День війни» / One Day of War (1942, документальний)
- «Пісня про Киргизію» (1947, документальний)
- «Радянська Україна» (1947, у співавт. з А. Кричевським)
- «Квітуча Україна» (1951)
- «Народна творчість» (1951)
- «Навіки з російським народом» (1954)
- «Одного чудового дня» (1955, художній фільм)
- «Співає Ів Монтан» (1957, документальний)
- «Ми подружилися в Москві» (1957, документальний) та інші радянські пропагандистські фільми.